# Cratere Timoshenko
Timoshenko  è un cratere sulla superficie di Marte.